# Szukeban
A szukeban (スケバン・女番; Hepburn: sukeban) japán szó jelentése kötelességmulasztó, huligán, esetleg főnök, de csak és kizárólag nőkre használják. Korrekt fordítása „serdülő leány bűnöző”.
A szukeban közös jellemzője a japán rendőrség 1980-ban, röpiratokban megfogalmazott definíciója szerint a (természetellenes színűre) festett vagy erősen göndörített haj, és a japánban hagyományos iskolai egyenruha, a sailor fuku előírástól eltérő módosítása, például színes zoknik, a szoknya nem előírásos hossza stb.
A szubkultúrájuk által elkövetett bűnök általában a bolti tolvajlás, erőszakosság, kábítószerhasználat, „szipuzás”, a prostitúció kategóriájában mozogtak.
Ugyancsak az 1980-as években lett ez a típus a felnőtteknek szóló mangák, a szeinen kedvelt karaktere. 
- Például a Szukeban Deka (スケバン刑事), aminek sikere 1987-ra filmben forrta ki magát.[1]
- Egy szelídebb példája a Sailor Moon anime- és mangasorozat egyik szereplője, a harcos kedvű, vadóc, de ugyanakkor ábrándos Sailor Jupiter.

Férfiváltozata a bancsó.

## Egyéb sajátságok
- A szoknya hosszát, az európai elvárással szemben a lázadásuk jeleként nem kurtítják, hanem hosszabbítják.
- A hajviselet változatos lehet, jellemző volt a már fentebb leírt hosszú és szőkített stílus, de szívesen utánozták Macuda Szeiko j-pop előadót is. A smink erős.
- A különleges fegyver egy borotvával (カミソリ), kis szütyővel és lánccal kombinált acél 鉄板  (てっぱん – teppan, szó szerint serpenyő), ránézésre olyan mint egy jojó.

## Lásd még
- セーラー服と機関銃 – (magyarul körülbelül: Sailor suit és gépfegyver) regény, írója Akagava Dzsiró (1978). 1981-ben film is készült belőle.

Más japán szubkultúrák:
- A Bószózoku (暴走族) fordítása: "Violent Running Tribe" körülbelül: "erőszakos száguldó klán", fiatal férfiak bandája japánban, akiket általában egy illegális témájú közös érdeklődés szervez össze, mint például kocsik és motorkerékpárok tuningolása, sisak nélküli motorkerékpár vezetés, a közlekedési lámpák ignorálása, stb.
- A lolita divat képviselői.
- A kavaii ideál.